# Червоное (Шевченковский сельский совет)
Червоное (укр. Червоне) — село, входит в Васильковский район Киевской области Украины.
Население по переписи 2001 года составляло 161 человек. Почтовый индекс — 08672. Телефонный код — 4571. Занимает площадь 1,213 км². Код КОАТУУ — 3221488602.

## Местный совет
08672, Київська обл., Васильківський р-н, с.Шевченківка, вул.Шевченка,3